# Mars Thincsus
Mars Thincsus (oder auch Mars Thingsus) ist der Name eines römisch-germanischen Gottes, der einzig in einer Inschrift auf einem Votivstein aus der ersten Hälfte des 3. Jahrhunderts aus Housesteads am Hadrianswall in Nordengland (Northumberland) überliefert ist. Der Beiname Thincsus ist die latinisierte Form von germanisch *Þingsaz. Er wird von einem Grundwort abgeleitet das im Begriff Thing (die germanische Volks- und Gerichtsversammlung) vorliegt und wird daher als „Schutzgott der Volksversammlung und des Kampfverbandes“, als „Gottheit der Zeit, der Himmelserscheinungen, des Gerichts“ und als genereller „Kriegsgott“ gedeutet. Des Weiteren wird dieser Gott als Hypostase, Erscheinungsform des Tiwas/Tyr gesehen.

## Auffindung
Am Nordhang des Chapel Hill bei Housesteads wurde 1883 im zum Castrum Vercovicium gehörigen Tempelbezirk der Stein in situ in einem separaten Tempel des Mars zusammen mit einem mit Skulpturen verzierten Türsturz ausgegraben (vermutliche Darstellung des Mars mit Schild, Speer und Gans), sodass es sich bei dem Stein möglicherweise um einen der Türpfosten des Gebäudes gehandelt hat. Er befand sich in einer Vergesellschaftung mit weiteren Votivsteinen der Alaisiagae wie den hier inschriftlichen für Beda und Fimmilena und den Anfang der 1920er Jahre unmittelbar im Planum der Kultstätte ergrabenen Stein für die Baudihillia und Friagabis. Zugleich wurde ein weiterer Stein gefunden, der dem „Deo Marti“ (ohne den Beinamen „Thincsus“) und den gleichfalls beinamenlosen „Alaisiagen“ gewidmet ist. Beide Steine befinden sich im Depot und in der Ausstellung des Chesters Roman Fort and Museum in Hexham.

## Inschrift

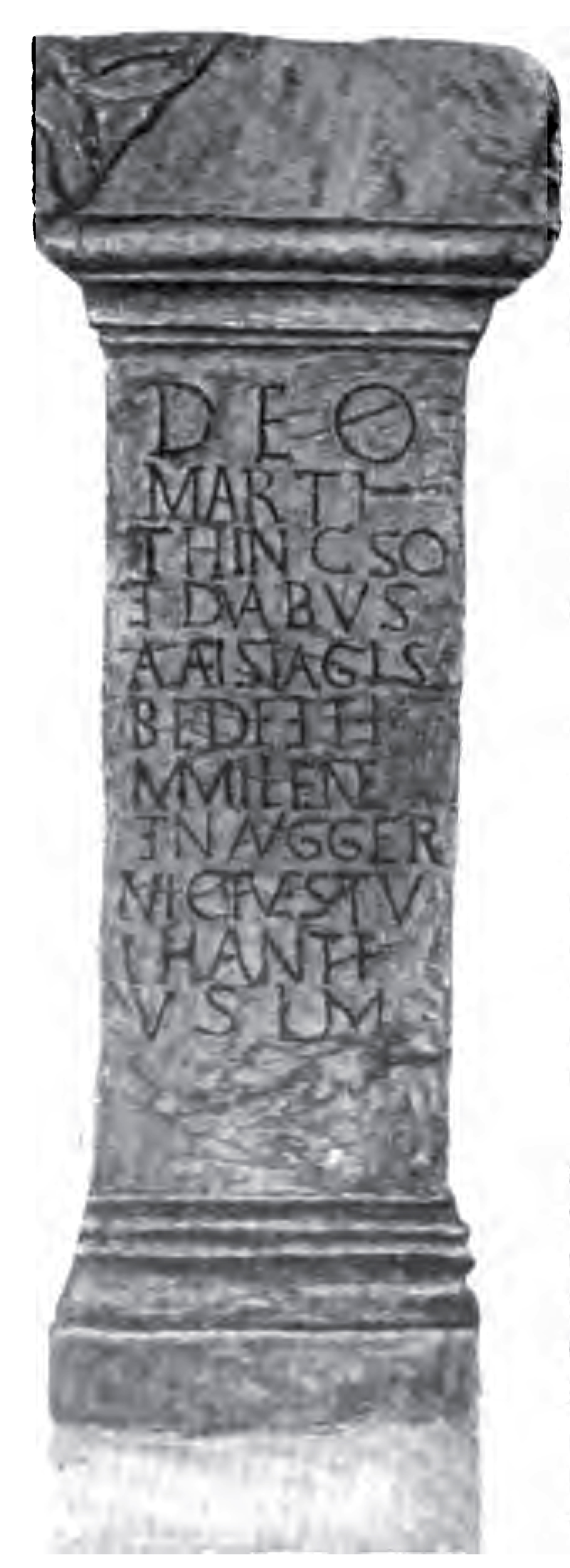
RIB 1593, Rekonstruktion nach Abklatsch

RIB 1594

Der säulenförmige, rechteckige „MARS THINCSO“-Votivstein aus hellem Sandstein weist ein absolutes Maß von circa 182 × 58 cm in Höhe und Breite auf mit einem ausgeprägten schlichten, dekorlosen Sockel und Aufsatz. An der rechten Schmalseite ist eine weibliche Figur abgesetzt, die vermutlich eine Göttin darstellt, wohl eine der Alaisiagen. Das Schriftfeld zeigt in elf Zeilen die kaum gestörte Inschrift, lediglich das initiale DEO ist durch Abrieb beschädigt.

„Deo / Marti / Thincso / et duabus / Alaisiagis / Bede et Fi/mmilene / et N(umini) Aug(usti) Ger/m(ani) cives Tu/ihanti / v(otum) s(olverunt) l(ibentes) m(erito).“

„Dem Gott Mars Thincsus und den zwei Alaisiagen Beda und Fimmilena und der Göttlichkeit des Kaisers die Germanen vom Stamm der Tuihanten, die willig und gern ihren Eid erfüllten.“

Ein zweiter, aus demselben Material gefertigter und ebenfalls diesem germanischen Mars zugeordneter Stein ist der „DEO MARTI“-Stein (127 × 55 cm). Er ist aufwändiger gestaltet und an Schmalseiten und Kapitell mit Dekor versehen. Auf der linken Seite sind Axt und Messer, auf der rechten Seite Opferschale und Krug dargestellt.

„Deo / Marti et duabus / Alaisiagis et N(umini) Aug(usti) / Ger(mani) cives Tuihanti / cunei Frisiorum / Ver(covicianorum) Se(ve)r(iani) Alexand/riani votum / solverunt / libent[es] / m(erito) .“

„Dem Gott Mars und den zwei Alaisiagen und der Göttlichkeit des Kaisers die Germanen vom Stamm der Tuihanten, des Cuneus der Friesen von Vercovicium, loyal dem Alexander Severus, die willig und gern ihren Eid erfüllten.“

 Durch die Nennung des Alexander Severus sind diese Steine in die Regierungszeit des Kaisers zwischen 222 und 235 n. Chr. zu datieren. Sie wurden durch Soldaten aus Kontingenten der bisher nur durch diese Inschriften belegten Tuihanten gestiftet, die einer römischen Auxiliareinheit, dem Cuneus Frisiorum Vercovicianorum angehörten. Neben der Stammesbezeichnung und der militärischen Zuordnung mit ethnischem Bezug ist die übergeordnete Selbstbezeichnung Germani auffällig. In der Notitia dignitatum ist der Ort als Borcovicium aufgeführt, durch den Inschriftenbeleg ist die Verschreibung Bor- < Ver- offenkundig.

## Thincsus als Gott des Rechts
Seit der wissenschaftlichen Erstbeschreibung des Votivsteins und der zeitnah folgenden Rezeption durch Wilhelm Scherer herrscht in der Forschung die Annahme vor, dass ein hypothetischer Gott *Þingsaz als Gott des Things, der Volks- und Kriegsversammlung zu deuten sei.
Die namenkundlich-etymologische Deutung des Beinamens des Mars Thincsus und damit verbunden die religionswissenschaftlich fixierbare Funktion und das Wesen des Gottes sowie seine Bedeutung für die germanischen Kulturen haben in der Forschung zu heftigen Debatten geführt (Otto Höfler vs. Klaus von See). Der französische Religionswissenschaftler Georges Dumézil verteidigte ab 1939 vehement die These, es handle sich um einen germanischen Kriegsdiplomatie- und Rechtsgott, der ein Gegenstück zum in der Nazizeit verherrlichte Kriegsgott Odin bilden sollte. Der norwegische Historiker Frode Iversen argumentierte neuerdings aufgrund der skandinavischen Quellen, es gäbe tatsächlich Hinweise auf die Existenz eines germanischen Systems von festen Rechtsversammlungen, die als Thincsus bezeichnet wurden, mit Sondersitzungen sowie informellen Sitzungen, die nach den Göttinnen Beda und Fimmilena benannt worden sind.

## Sprachliches
Die inschriftliche Form THINCSO zeigt eine lateinische o-Deklination und kann als Reflex einer germanischen a-Deklination sein dessen Stammform *Þings-a- lautete. Hierbei wird in der Forschung allgemein anerkannt, dass das inschriftliche C dem Laut G entspricht. Der Name, beziehungsweise der Stamm bildet sich aus der Wurzel germanisch *þing-a- mit neutraler a- Deklination aus der für das Theonym die Form *Þingsaz konstruierbar ist. Diese Wurzel liegt  als Appellativ im althochdeutschen  Wort thing  mit der weiteren Bedeutung der Volksversammlung vor, dem Ort einer solchen Verhandlung, den Zeitpunkt und Ergebnis einer solchen Versammlung, oder auch generell den Gegenstand einer Gerichtsversammlung wie im Neuhochdeutschen ein Ding, eine Sache bedeutet (Varianten: altenglisch ðing, altsächsisch, altniederfränkisch, altfriesisch thing und altnordisch þing).
Das inschriftliche C (siehe Abklatsch) hat dazu geführt, dass es in Hinsicht der etymologischen Anbindung an *þing-a- in manchen (älteren) Darstellungen zum G emendiert wurde. Falls im C ein Frikativ (Reiblaut) gekennzeichnet wäre (Tiefenbach zieht hier den Vergleich zu dem Ethnonym der Tencteri), so ließe sich die inschriftliche Form zu gotisch þeihs stellen. Dies ebnete in der Forschung den Weg für einen zweiten Erklärungsansatz.
Im gotischen Lexikon fehlt der Begriff þing der übrigen altgermanischen Idiome; an seiner Stelle erscheint der Beleg (bibelgotisch) þeihs ( < *þinhs- = „Zeit“) mit der Bedeutung von „festgesetzter Zeitpunkt“ (zu NT griechisch καιρός, χρόνος, lateinisch (Vulgata) tempus) mit grammatischem Wechsel  aus germanisch *þénχ. þeihs flektiert als neutraler a-Stamm, der aus einem ursprünglichen s-Stamm überführt wurde, sodass nach Tiefenbach das gleiche Suffix in Thincs-o vorliegen könnte. Er verweist auf die in der Forschung beigebrachten Vergleiche aus dem Langobardischen thinx, gairethinx als Positivbelege für diese Suffixbildung. Daraus schloss Klaus von See (mit Verweis auf Rudolf Much und Siegfried Gutenbrunner) auf einen „Zeit-, Wetter-, Himmelsgott“ und lehnte den Bezug zum Rechtsinstitut des Things vehement ab.
Aufgrund der Singularität des Namens und dessen Verbindung mit den Tuihanten wurde versucht, im Ortsnamenbestand (Toponymie) der engeren Niederrhein-Region Anbindungen zu finden, wie beispielsweise im Namen von Dinslaken. Dieser Ansatz lieferte jedoch keine sicheren Anhaltspunkte. Des Weiteren wurde im Namen des Wochentags Dienstag und seiner niederdeutschen und besonders niederländischen und nieder/mittelfränkischen Varianten (dinx(en)dach, dinsen-, dincen-, dīs(en)-, dingesdach, dingse-, dinx(s)te-) ein Motiv nach der Vorlage der Interpretatio Germanica als Lehnübersetzung nach römischem Vorbild (Marti dies) für die Wochentagsbenennung aus Thincso gesehen. Bei dieser Deutung bleibt nach Tiefenbach die Klärung der Lautersetzung von t durch d im Anlaut und einer sekundären Nasalierung wie im Vergleich mit niederländisch Woensdag („Wodanstag“) für den Mittwoch offen. Schwierigkeiten für ein sicheres Urteil in Bezug auf die Ableitung vom Gottesnamen sieht Tiefenbach im großen zeitlichen Abstand zwischen dem Inschriftenbeleg und den hochmittelalterlichen, seit dem 13. Jahrhundert uneinheitlich belegten Formen der Dienstag-Schreibungen mit den generellen Tendenzen zu Eindeutungen und Substitutionen bei Wochentagsnamen.